# Mobilogisch
Die MobiLogisch ist eine deutsche Vereinszeitschrift, die vom Arbeitskreis Verkehr und Umwelt UMKEHR und dem Fußverkehrsverein FUSS e. V. herausgegeben wird. Sie entstand aus einem 1980 erstmals in Berlin erschienenen Mitteilungsblatt für Verkehrs-Bürgerinitiativen und erscheint seit 2000 vierteljährlich.

## Geschichte
Die Zeitschrift entstand im Umfeld der Bürgerinitiative Westtangente in West-Berlin und erschien zum ersten Mal im Januar 1980. Herausgegeben wurde der Informations-Dienst-Verkehr (IDV) vom Arbeitskreis Verkehr im Bundesverband Bürgerinitiativen Umweltschutz, ab 1985 vom Arbeitskreis Umwelt und Verkehr und dem FUSS e. V. Er berichtete unregelmäßig über Aktionen und Kongresse der Verkehrsinitiativen wie den Bürgerinitiativen-Verkehrskongress, gab aber auch große Beilagen zu speziellen verkehrspolitischen Themen heraus. Das Heft war relativ klein (DIN A5), textlastig und beteiligte seine Lesenden stark.
Ende 1999 bat die Zeitschrift wegen der schlechten Finanzierung um Spenden und konnte dadurch ab 2000 mit einem neuen Layout und erstmals alle drei Monate erscheinen. Vom Stil wurde die Zeitschrift etwas distanzierter. Der Name wurde 2003 in mobilogisch! – Zeitschrift für Ökologie, Politik und Bewegung geändert. Außerdem gab die Redaktion die Praxis auf, dass die Ausgaben je nach Umfang und Herstellungskosten unterschiedlich teuer waren.
Seit 2024 erscheint die Zeitschrift mit der Schreibweise MobiLogisch und in einem größeren Papierformat.

## Struktur und Inhalte
Die Zeitschrift ist gegliedert in Rubriken wie Radverkehr, Öffentlicher Personennahverkehr (ÖPNV), Bahn, Verkehrsplanung, Straßenbau, Verkehrssicherheit, Verkehrspolitik und Wirtschaft, Verkehrspolitik, Bürgerbeteiligung, Kinder, Senioren, Kommunikation, Service und Rubriken. Fester Bestandteil jeder Ausgabe sind jedoch der Satire-Teil „Kotflügel“, die Rubrik Fußverkehr, Veröffentlichungen, Kritischer Literaturdienst, Termine und „Was andere bewegt“ (Medienschau).
Einen Überblick über die Beiträge ab 2003 ist online zugänglich im Archiv. Teilweise stehen die Beiträge auch dort online zur Verfügung. Das Magazin „bezieht Stellung für die Interessen des Umweltverbundes (Fußgänger, Radfahrer, Bus- und Bahn-Benutzer), für Aktive im Verkehrsbereich mit Schwerpunkt auf lokaler Verkehrs- und (Umwelt-)Politik“.
Die Artikel werden von ehrenamtlichen Autorinnen und Autoren geschrieben. Die Themen der Artikel hängen somit auch vom jeweiligen Interessens- und Berufsfeld ab. Die Autorinnen und Autoren arbeiten in Vereinen, Verbänden, Planungsbüros, wissenschaftlichen Instituten, Universitäten, Behörden oder in Bürgerinitiativen in Deutschland und Europa. Die Organisationen sind in den Bereichen Umwelt, Verkehr sowie Politik und Verwaltung tätig.

## Einzelnachweis-
1. 1 2 3  Über uns. In: mobilogisch.de. Abgerufen am 29. April 2025.
2. 1 2  Drei politische Verkehrszeitschriften im Vergleich. In: mobilogisch.de. Archiviert vom Original (nicht mehr online verfügbar) am 25. Oktober 2014; abgerufen am 5. April 2025.
3. ↑  UMKEHR e.V.: Eine graue Maus im bunten Blätterwald: 50 Mal IDV. In: signalarchiv.de. Signal (Verkehrszeitschrift), Dezember 1995, abgerufen am 29. April 2025.
4. ↑  mobilogisch! auf fachzeitungen.de. Abgerufen am 27. Juli 2015.
5. ↑  Autorinnen und Autoren der mobilogisch! seit 2003. mobilogisch.de. Abgerufen am 27. Juli 2015.